# أولاد رحو أولاد نصير (الدخيسة)
أولاد رحو أولاد نصير هي إحدى مشيخات المملكة المغربية، تتبع جغرافيا لعمالة مكناس وإداريًا لالدخيسة. يقدر عدد سكانها بـ 6067 نسمة حسب الإحصاء الرسمي للسكان والسكنى لسنة 2004.